# 1 000 (nombre)
Pour les articles homonymes, voir 1000 (homonymie) et Mille.
Le nombre mille est l'entier naturel qui suit neuf cent quatre-vingt dix-neuf (ou neuf cent nonante-neuf) et qui précède mille un. Sa représentation décimale est 1 000. Mille milliers est égal à un million (106).
Dans le Système international d'unités, mille est noté par le préfixe k (kilo).
- Le cube du nombre 10.
- Son inverse, 1/1000, se nomme millième.

## Principaux usages
Mille et ses puissances (un million, un milliard, un billion, un billiard, etc.) servent de constructeurs de base dans le système de numération utilisé pour l'expression orale des nombres dans de nombreuses langues. Le mode de construction des nombres dans ce cas est un mélange d'un système à positions et d'un système additif : on additionne les multiples de chaque puissance de mille entre elles.
Par exemple, le nombre 12 345 678 se dit : douze-millions-trois-cent-quarante-cinq-mille-six-cent-soixante-dix-huit (sous-entendu, multiplié par la puissance 0 de mille, soit 1).
Mille est souvent utilisé comme unité de base dans les résultats de statistiques sociales. Par exemple, un tableau sera donné en milliers d'individus, plutôt qu'en millions d'individus.
Dans la typographie au Canada, le nombre 1 000 s'écrit « 1000 » (sans espace à la centaine) mais rendu à 10 000, s'écrit « 10 000 ».

## Dans d'autres domaines
- Le préfixe SI pour mille est « kilo ». C’est aussi un raccourci comme k : 30 000 peut être écrit 30 k.
- Le mot mille, en tant que numéral cardinal, est invariable en français. On écrira donc deux-mille (sans s).
- Le nombre s'écrit normalement mil (et est alors toujours invariable) lorsqu'il est employé comme ordinal (par exemple dans la numérotation des années).
- Un millénaire a 1 000 ans.
- Une gauge est de 1 000 millimètres (3 pieds 3,375 pouces)[pas clair].
- Mille secondes représentent 16 minutes et 40 secondes.
- La Kurtis Kraft 1000 est une voiture de course.